# Kovurpalle
Kovurpalle è una suddivisione dell'India, classificata come census town, di 8.534 abitanti, situata nel distretto di Nellore, nello stato federato dell'Andhra Pradesh. In base al numero di abitanti la città rientra nella classe V (da 5.000 a 9.999 persone).

## Geografia fisica
La città è situata a 14° 46' 0 N e 80° 0' 0 E e ha un'altitudine di 17 m s.l.m..

## Società

### Evoluzione demografica
Al censimento del 2001 la popolazione di Kovurpalle assommava a 8.534 persone, delle quali 4.222 maschi e 4.312 femmine. I bambini di età inferiore o uguale ai sei anni assommavano a 737, dei quali 377 maschi e 360 femmine. Infine, coloro che erano in grado di saper almeno leggere e scrivere erano 6.449, dei quali 3.446 maschi e 3.003 femmine.